# دعا (ترانه)
دعا (به انگلیسی: Pray) نام تک‌آهنگی اثر خواننده و ترانه‌سرای جوان کانادایی، جاستین بیبر است.
این ترانه در آلبوم دنیاهای من آکوستیک منتشر شد.
مطابق گفتهٔ بیبر، او این ترانه را تحت تاثیر ترانهٔ «مرد درون آینه» مایکل جکسون سروده است.
این ترانه بسیار متعالی است، از قلب انسان می‌آید، خیلی زیبا است، وقتی آن را می‌نوشتم تماماً در فکر ترانهٔ مرد درون آینهٔ مایکل بودم.

## منایع
- مشارکت‌کنندگان ویکی‌پدیا. «Pray». در دانشنامهٔ ویکی‌پدیای انگلیسی، بازبینی‌شده در ۲۰ فوریه ۲۰۱۱.

1. ↑  «جاستین بیبر از تاثیر مایکل جکسون می‌گوید». سایت رسمی طرفداران مایکل جکسون در ایران. ۲۸ آبان ۱۳۸۹.